# Правила игры (телесериал)
«Пра́вила игры́» (порт.-браз. A Regra do Jogo) — бразильский телесериал компании TV Globo, авторства бразильского сценариста Жуана Эмануэла Карнейру. Снят и показан телеканалом TV Globo с 31 августа 2015 года по 11 марта 2016 года в 167 сериях.
Рассказывает про нелёгкую жизнь криминального авторитета по имени Ромеро Ромуло. Его бандитская группировка пытается добиться максимального успеха в бизнесе, но постоянные козни злопыхателей приводят к тому, что Ромеро практически лишается союзников.
Непросто складываются и его личные отношения. За сердце обаятельного «плохиша» борются две абсолютно разные женщины. Положительная Тойя вряд ли сможет найти себе место в криминальном мире, но Ромеро невероятно тянет к этой женщине. Соперницей добродушной красотки становится Афина, женщина властная и опытная. Ради своей всепоглощающей любви Афина готова пойти на любые жертвы. Она будет обманывать, убивать и плести козни до тех пор, пока не добьется успеха.
Криминал, постоянные бандитские разборки и невероятные любовные интриги — вот то, что ждет зрителей во время просмотра данного сериала.
Премьра в России состоялась 12 июля 2022 года на канале Романтичное.

## Сюжет
Простительно ли ограбить банк? А лезть без очереди? А покупать что-то и не платить налоги? 
На кону – вопрос: по каким правилам играете Вы? Где грань между правильным и неправильным, хорошим и плохим? И прежде чем сразу дать ответ на эти вопросы, важно понять: от чего же зависит человеческий характер? И всегда ли плохой - так уж плох, а хороший - хорош?
Одни утверждают, что характер – это отражение той среды, в которой обитает человек. Другие, что всё зависит от природы и от генов. Но есть и те, кто верят в силу свободного выбора. В новом сериале «Правила Игры» на пути каждого персонажа поставлены именно такие вопросы, завязанные на этике, ценностях и ограничениях.
Главный герой романа – Ромеро Ромуло (Алешандре Неру). На данный момент достаточно знать то, что он – экс-депутат муниципалитета и ведёт совсем не ту жизнь, которая может показаться на первый взгляд. Он – герой из народа, который пользуется этим и делает все возможное, чтобы люди верили ему. Среди таковых приемный сын Ромеро по имени Данте (Марко Пигосси) – полицейский, который безоговорочно доверяет своему отцу.
Ромеро является специалистом по интеграции в общество людей, которых хорошо потрепала жизнь, в особенности бывших преступников. У Ромеро простые привычки, а сам он живёт простой жизнью. Это то, что видится изначально каждому, кто знаком с ним лично. Не самый лучший автомобиль и квартира в районе Южной зоны Рио, не лучше и не хуже остальных.
В этой части города, где разворачиваются многие события сюжета, обитают богатые и разоренные, честные и те, кто готов воспользоваться любыми средствами, чтобы выжить. Типичным примером таких является Афина (Джованна Антонелли) – не богата, но очень хочет ею стать. И для этого пользуется законом наименьшего сопротивления. Типичная аферистка, она тратит то, что сама же и украла. Афина врывается в жизнь Ромеро и, хочет он того или нет, остается в ней.
Сердце новеллы бьется в трущобе Макака – идеальном месте, где все стараются жить по правилам и знают, что правильно, а что нет! Там живут персонажи, которые связаны с Ромеро, а точнее люди, которые могут объяснить ему, кто он на самом деле.
Все начинается с честной и трудолюбивой девушки по имени Тойя (Ванесса Джакомо). Судьба сводит этих двоих в полицейском участке. Несмотря на то, что она не преступница, всего лишь взяла без спроса деньги из сейфа своей хозяйки на лечение матери - с тем, чтобы впоследствии вернуть - девушку арестовывают и обвиняют в краже. А Ромеро, что ни для кого не является сюрпризом, будучи представленным в качестве благодетеля, гарантирует освобождение Тойи. И за этот поступок дороже всех заплатит Джанира (Кассия Кис) – приёмная мать девушки. Джанира та, кто лучше всех знает Ромеро, и единственная, кто разбирается в его натуре.
Джанира также воспитала Жулиано (Кауа Реймонд), история которого тесно переплетена с основными персонажами новеллы. Парень давно влюблен в Тойю и не замечает добродетелей в поведении Ромеро. Недоверие между мужчинами связано не только с личными мотивами, но также из-за Зе Марии по кличке «Ястреб» (Тони Рамос). Это – человек-загадка: никто не может точно сказать, где он живёт и сколько правонарушений он уже совершил.
Ястреб является тем, кто когда-то стал причиной разрыва между Джанирой и Адисабебой (Сузана Виейра) – королевы трущобы Макака и хозяйки большинства построенных здесь заведений, в том числе «Пещеры Макаки» - ночного клуба, в котором бурлит ночная жизнь Рио, где встречаются жители «каменных джунглей» и трущобы.
Именно здесь и завязывается эта история…

## В ролях

### Основной
- Алешандре Неру — Ромеро Ромуло
- Джованна Антонелли — Афина Терремолинос (Франсинейди дос Сантос)
- Ванесса Джакомо — Тойя (Мария Витория)
- Тони Рамос — Зе Мария / Педро Варгас
- Жозе Де Абреу — Гибсон Стюарт
- Кауа Реймонд — Жулиано
- Марко Пигосси — Данте
- Эдуарду Московис — Орландо (Убираси / Бира)
- Сузана Виейра — Адисабеба
- Рената Сорра — Нора
- Дебора Эвелин — Кики (Кристина Стюарт)
- Барбара Пас — Нелита
- Тонику Перейра — Асканиу
- Жуан Балдассерини — Виктор
- Джованна Ланселлотти — Луана Сампайо Стюарт

### Вторичный
- Касия Кис Магро — Джанира дос Сантос
- Барбара Пас[порт.] — Нелита Барросо Стеварт
- Жозе де Абреу — Гибсон Стеварт
- Бруна Линзмейер — Белиса Стеварт
- Жулиану Казарре — Марио Сергио (MC Мерло)

## Показ
| Страна     | Телеканал  | Заглавие        | Год  |
| ---------- | ---------- | --------------- | ---- |
| Бразилия   | Rede Globo | A Regra do Jogo | 2015 |
| Португалия | SIC        | A Regra do Jogo | 2015 |

## Награды и номинации
| Год  | Награда                   | Категория                    | Получатель              | Результат | Примечания |
| ---- | ------------------------- | ---------------------------- | ----------------------- | --------- | ---------- |
| 2015 | Prêmio Extra de Televisão | Лучший телесериал            | Жоан Эмануэл Карнейро   | Ожидается | [ 1 ]      |
| 2015 | Prêmio Extra de Televisão | Лучшая актриса               | Джованна Ланселлоти     | Ожидается | [ 1 ]      |
| 2015 | Prêmio Extra de Televisão | Лучшая актриса               | Ванесса Джакомо         | Ожидается | [ 1 ]      |
| 2015 | Prêmio Extra de Televisão | Лучший актёр                 | Александр Неро          | Ожидается | [ 1 ]      |
| 2015 | Prêmio Extra de Televisão | Лучший актёр                 | Кауа Реймонд            | Ожидается | [ 1 ]      |
| 2015 | Prêmio Extra de Televisão | Лучший актёр                 | Тони Рамос              | Ожидается | [ 1 ]      |
| 2015 | Prêmio Extra de Televisão | Лучшая актриса второго плана | Касия Кис Магро         | Ожидается | [ 1 ]      |
| 2015 | Prêmio Extra de Televisão | Лучший актёр второго плана   | Эдуарду Московис        | Ожидается | [ 1 ]      |
| 2015 | Prêmio Extra de Televisão | Лучший актёр второго плана   | Тонику Перейра          | Ожидается | [ 1 ]      |
| 2015 | Prêmio Extra de Televisão | Лучший песня                 | "Juizo Final" - Alcione | Ожидается | [ 1 ]      |
| 2015 | Prêmio Extra de Televisão | Лучшая женская откровение    | Летиция Лима            | Ожидается | [ 1 ]      |
| 2015 | Prêmio Extra de Televisão | Лучшая женская откровение    | Карла Кристина          | Ожидается | [ 1 ]      |